# Michael Junker (Jurist)
Michael Junker (* 1959) ist ein deutscher Rechtswissenschaftler.

## Leben
Er studierte an den Universitäten Münster, München und Aix-en-Provence, am King’s College London und an der Columbia University. Nach der Promotion zum Dr. iur. in München 1989/90 und Habilitation ebenda 1992/1993 war er bis 1995 Professor für Bürgerliches Recht, Handels- und Gesellschaftsrecht, Arbeitsrecht und internationales Recht an den Universitäten Köln und Greifswald und dort Dekan der Rechts- und Staatswissenschaftlichen Fakultät. Von 2003 bis 2017 war er Geschäftsführer bei der Unternehmensberatung Accenture.

## Schriften
- Die Vertretung im Vertrauen im Schadensrecht. Ein Beitrag zum Problem des Drittschadensersatzes. München 1991, ISBN 3-406-35723-7.
- Die Gesellschaft nach dem Wohnungseigentumsgesetz. Ein Beitrag zur dogmatischen Einordnung des Wohnungseigentums. München 1993, ISBN 3-406-37617-7.